# الكسندر مكلور
الكسندر مكلور هو محرر وصحفي وسياسي أمريكي، ولد في 9 يناير 1828 في Shermans Dale, Pennsylvania ‏ في الولايات المتحدة، وتوفي في 6 يونيو 1909. نشط حزبياً في الحزب الجمهوري. وقد انتخب عضو مجلس ولاية بنسيلفانيا ‏.